# Tilia europaea
Tilia europaea là một loài thực vật có hoa trong họ Cẩm quỳ. Loài này được L. miêu tả khoa học đầu tiên năm 1753.